# Antônio Fernando Saburido
Dom Antônio Fernando Saburido, O.S.B. (Cabo de Santo Agostinho, 10 de junho 1947) é um monge e sacerdote beneditino brasileiro e atual arcebispo emérito de Olinda e Recife.

## Biografia
Nascido no distrito de Juçaral no município de Cabo de Santo Agostinho, é filho de Pedro Antônio Saburido e Severina de Lira Saburido.

## Formação
Cursou o ensino primário em Vitória de Santo Antão e o ensino ginasial no Seminário Menor da Imaculada Conceição, no Recife. Concluiu o ensino científico no Colégio Estadual Oliveira Lima, também no Recife.
Estudou Filosofia e Teologia no Mosteiro de São Bento de Olinda

## Presbiterado
Em 21 de março de 1978 proferiu os primeiros votos religiosos na Ordem de São Bento. Tornou-se monge em 21 de março de 1981, sendo ordenado diácono, em 21 de dezembro do mesmo ano. Foi ordenado padre no Recife pelas mãos de Dom Helder Câmara,então Arcebispo de Olinda e Recife em 17 de dezembro de 1983.
Nesse período foi professor do Colégio de São Bento, em Olinda, chegando a ser diretor financeiro dessa instituição. Foi também ecônomo do Mosteiro de São Bento, membro do senhorado do mosteiro e administrador da propriedade rural pertencente à ordem beneditina em Olinda.
Como padre, participou de várias paróquias em Olinda: de Nossa Senhora de Guadalupe, Santa Terezinha e São Lucas. Foi membro do Colégio de Consultores da Arquidiocese de Olinda e Recife, membro do Conselho Presbiteral, do Conselho Econômico,  Coordenador de Pastoral e Vigário Geral da mesma Arquidiocese.

## Episcopado
Em 31 de maio de 2000 foi nomeado bispo. Recebeu a sagração episcopal em 20 de agosto de 2000 pelas de Dom José Cardoso Sobrinho, Arcebispo de Olinda e Recife, Dom Marcelo Pinto Carvalheira, Arcebispo da Paraíba, e Dom Clemente José Isnard, bispo de Nova Friburgo, tornando-se bispo-auxiliar da Arquidiocese de Olinda e Recife no período de 2000 a 2005. Entre 2002 e 2005, foi presidente do Regional Nordeste 2 da CNBB, período durante o qual foi membro do Conselho Permanente da CNBB em Brasília.

### Diocese de Sobral
Em 18 de maio de 2005, foi nomeado bispo da Diocese de Sobral, no estado do Ceará, pelo Papa Bento XVI. Entre 2005 e 2009, atuou como secretário do Regional Nordeste 1 da CNBB e Presidente da Comissão Regional para a Vida e Família do Regional. Em Sobral Dom Fernando fez importantes trabalhos pastorais, onde se destaca a iniciativa de implantar as "Comissões Episcopais Pastorais" da CNBB, além da fundação da Fazenda Esperança, que trabalha na recuperação de jovens com dependência química.
Criou várias paróquias, ordenou diversos padres, construiu o Seminário Imaculada Conceição de Sobral em Fortaleza/CE e instalou o Eremitério Carmelitano .

### Arquidiocese de Olinda e Recife
Nomeado Arcebispo de Olinda e Recife no dia 1 de julho de 2009, Dom Fernando foi empossado no dia 16 de agosto de 2009, tornando-se o 8º Arcebispo Metropolitano de Olinda e Recife e o 32º bispo a ocupar o sólio olindense.

## Ordenações episcopais
Foi ordenante principal da Ordenação Episcopal de:
- Carlos Alberto Breis Pereira, O.F.M. (2016)

Foi co-ordenante das Ordenações Episcopais de:
- Jan Kot, O.M.I. (2014)
- Antônio Tourinho Neto (2015)
- Francisco de Sales Alencar Batista, O.Carm. (2016)
- André Vital Félix da Silva, S.C.J. (2017)
- Limacêdo Antônio da Silva (2018)

## Homenagens
Em 19 de novembro de 2018 recebeu da Universidade Católica de Pernambuco o título de Doutor Honoris Causa por causa da promoção da justiça e da paz na Arquidiocese de Olinda e Recife, em ações pastorais de fundo social, como a fundação de uma unidade da Fazenda da Esperança no seu território canônico.